# Анна Дукина
Анна Дукина (на средногръцки: Άννα Δούκαινα) е византийска аристократка от края на XI и началото на XII век, сестра на византийската императрица Ирина Дукина.
Анна Дукина е втората дъщеря на протовестиарий Андроник Дука и Мария. Бащата на Анна е племенник на император Константин X, а майка ѝ Мария е внучка на българския цар Иван Владислав Предполага се, че Анна е родена около 1068 г. През 1078 г. сестра ѝ Ирина е омъжена за Алексий Комнин, който по този начин печели подкрепата на семейството ѝ в борбата за престола след абдикацията на Никифор III Вотаниат.
Анна е била омъжена за севаста Георги Палеолог, което е станало още преди възцаряването на зет ѝ – в „Алексиада“ Анна Комнина разказва, че Георги Палеолог бил привлечен на страната на Алексий Комнин срещу император Никифор III, което станало благодарение на убежденията на съпругата му Анна и тъща му протовестиарисата Мария, която „имала корена на своя род в България“. Този пасаж от „Алексиадата“ именно доказва произхода на съпругата на Палеолог от рода Дука и близкото ѝ родство със съпругата на Алексий I Комнин.
Анна Дукина и Георги Палеолог имат четирима сина:
- Никифор Палеолог[9], севаст
- Андроник Палеолог († 1115/18)[10]
- Алексий Палеолог[11], генерал при император Мануил I
- Михаил Палеолог, севаст

Паметта на Анна Дукина е почетена в поменика към типика на манастира „Кехаритомен“ и в този на манастира „Пантократор“. В първия документ, написан от императрица Ирина Дукина около 1116/1118, Анна фигурира сред все още живите роднини на императрицата, наречена е с името Анна Дукина и е посочена като сестра на императрица Ирина, а в поменика на манастира „Пантократор“ от 1136 г. Анна е спомената сред покойните вече роднини на императир Йоан II Комнин като негова леля и съпруга на севаста Георги Палеолог. От съдържанието на двата документа следва, че смъртта на Анна Дукина би следвало да се отнесе между 1118 г. и 1136 г.